# Britt Bragée
Britt Karin Bragée, tidigare Eklund, född Wååg 2 november 1945 i Östersund, Jämtlands län, är en svensk fysioterapeut och smärtspecialist, föreläsare och författare. Delägare och styrelseordförande i Bragee Medect AB som driver Bragée Rehab.
Hennes specialområde är psykosomatik, och hon är feldenkraispedagog och har en mastersexamen i Gestalt psychotherapy från universitet i Derby  och engelsk legitimation. Hon blev 2009 filosofie doktor i pedagogik vid Stockholms universitet på avhandlingen Kroppens mening – studier i psykosomatiska lösningar.
Hon är sedan 1976 gift med läkaren Björn Bragée (född 1947) och har tre döttrar.